# IC 1604
IC 1604 је ознака објекта на координатама са ректансцензијом 0h 58m 0,0s и деклинацијом - 16° 13" 0'. Открио га је Луис Свифт, 19. новембра 1898. Каснијим посматрањима на том положају није уочен никакав астрономски објекат.